# Sårläkor
Sårläkor (Sanicula) är ett släkte av flockblommiga växter. Sårläkor ingår i familjen flockblommiga växter.

## Bildgalleri

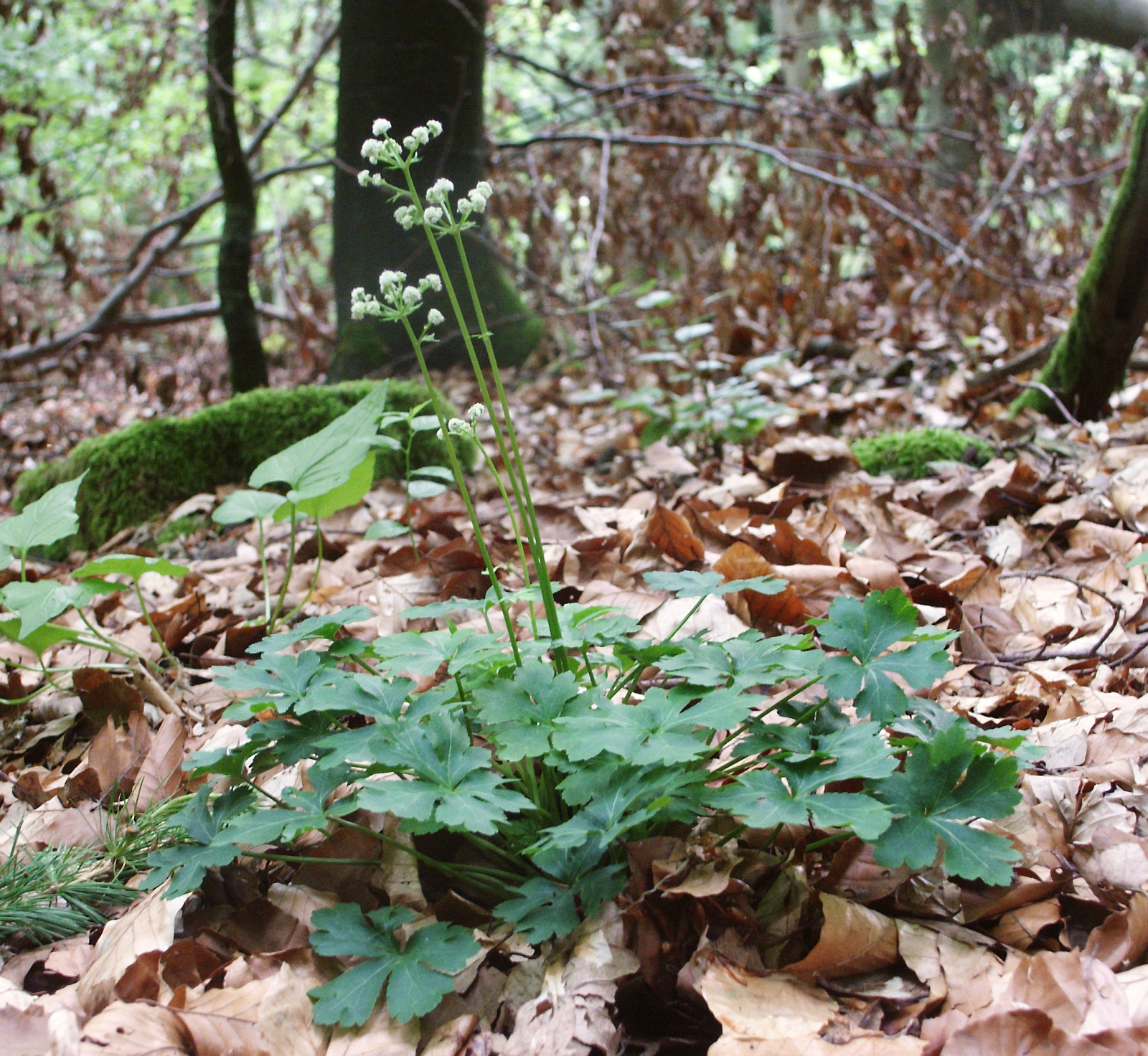
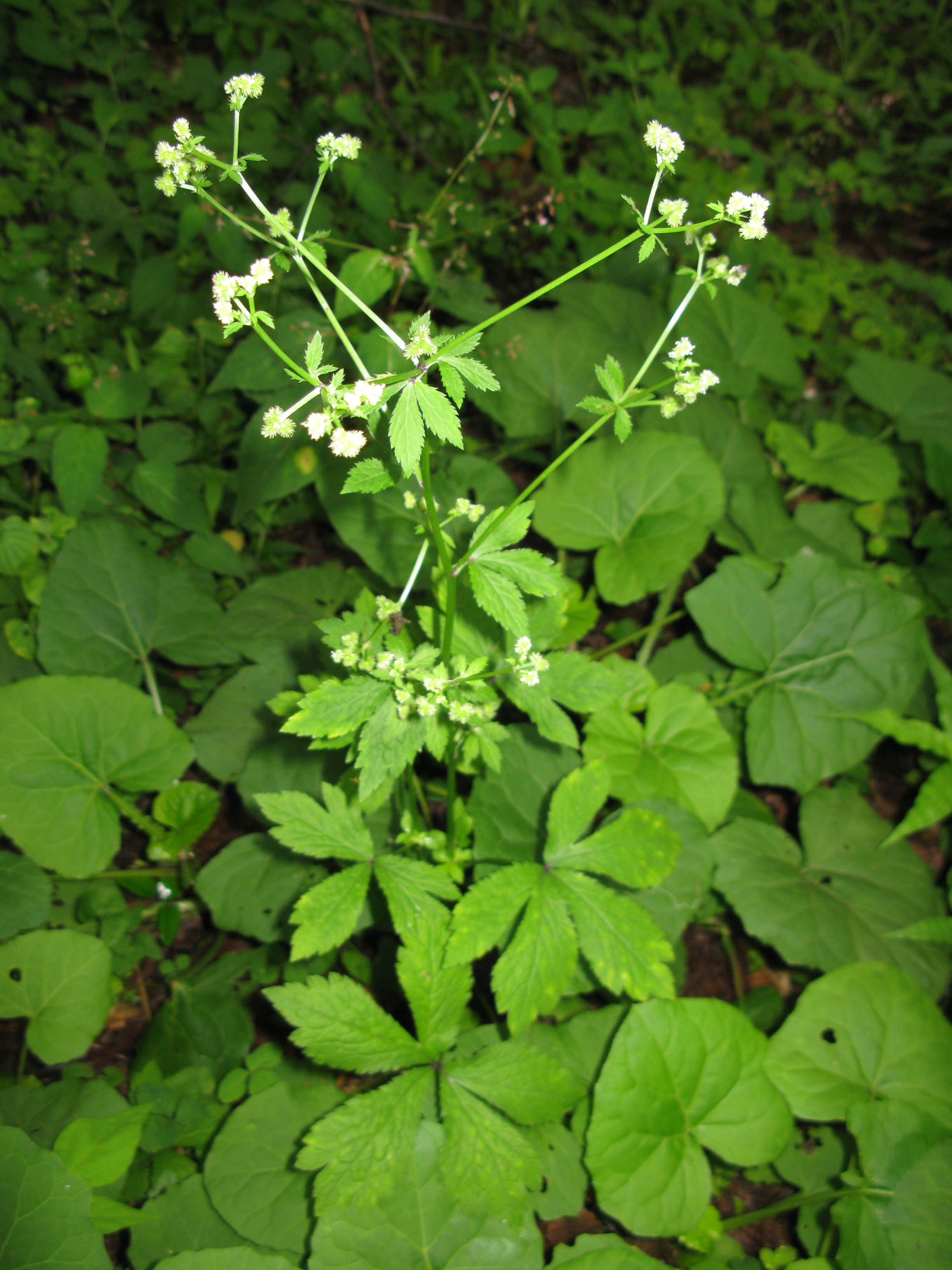
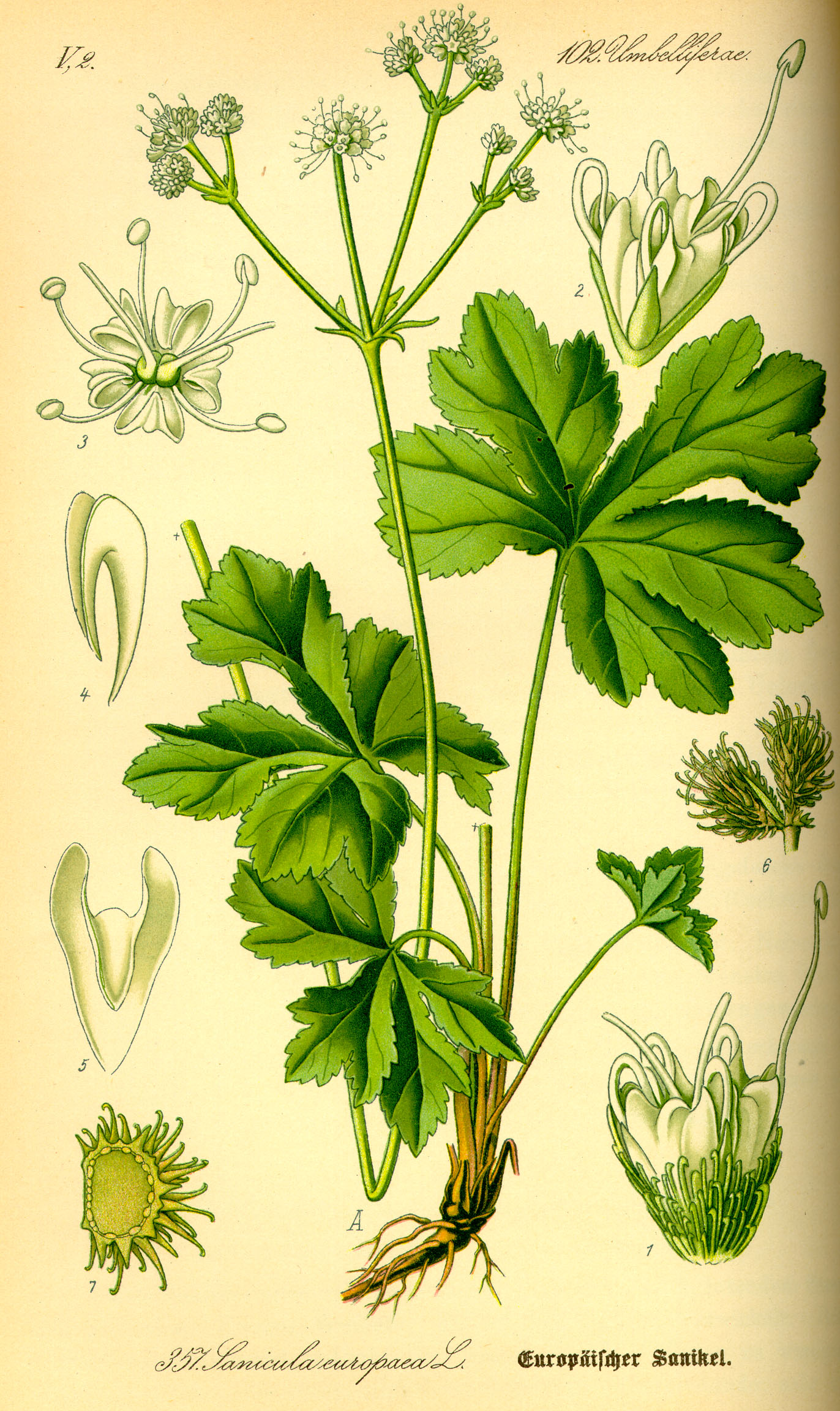
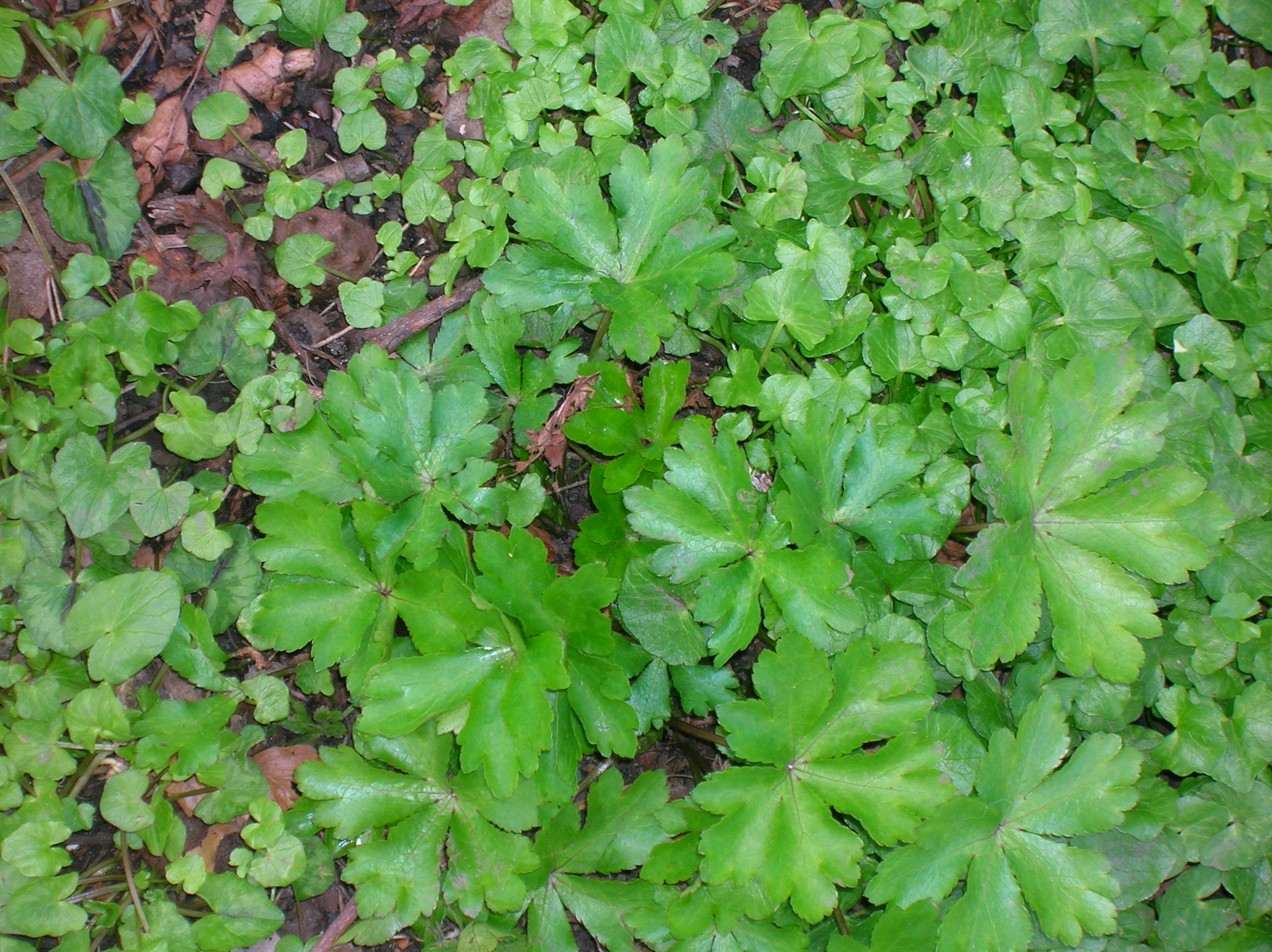
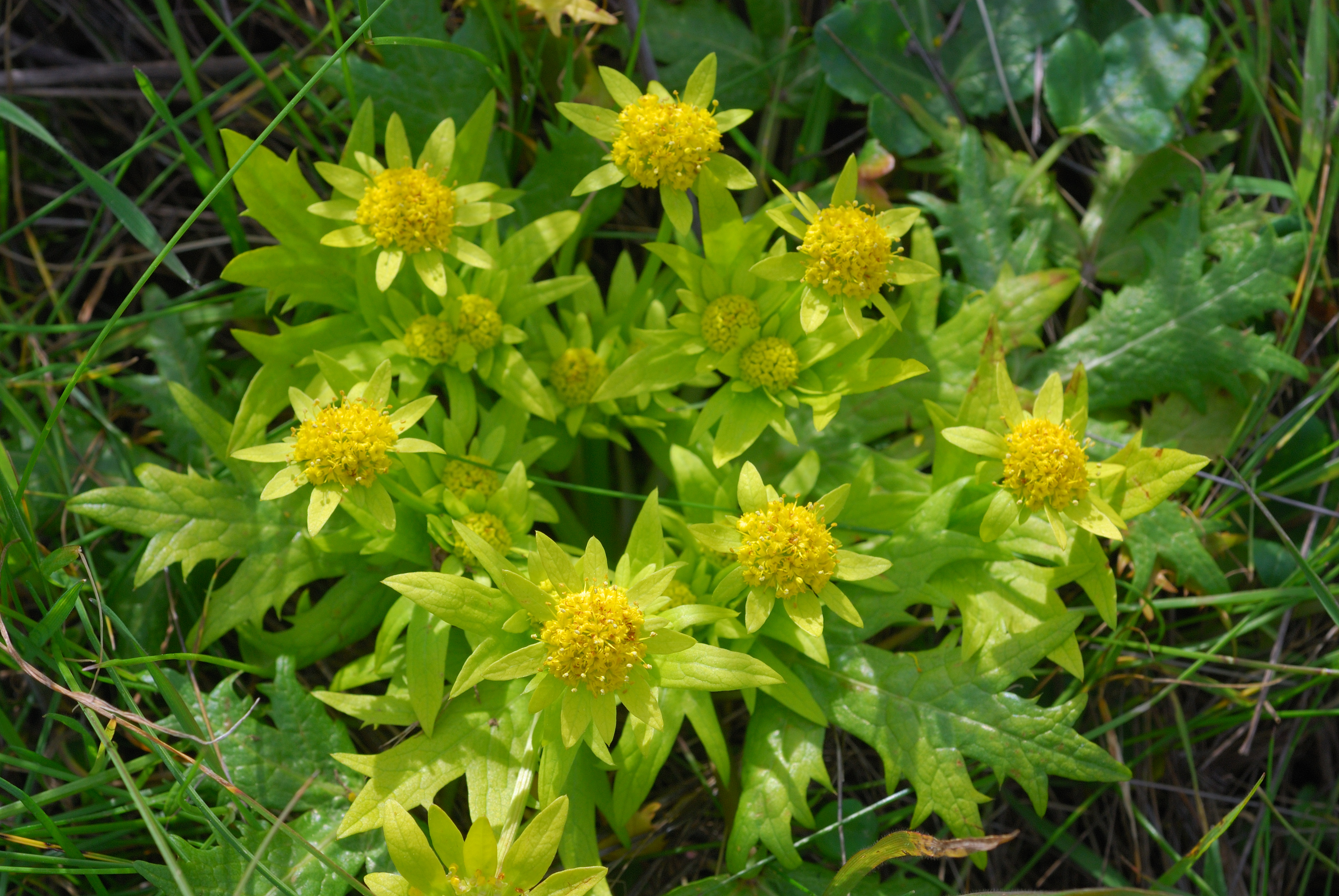

## Dottertaxa till Sårläkor, i alfabetisk ordning[1]
- Sanicula arctopoides
- Sanicula arguta
- Sanicula astrantiifolia
- Sanicula azorica
- Sanicula bavarica
- Sanicula bipinnata
- Sanicula bipinnatifida
- Sanicula caerulescens
- Sanicula canadensis
- Sanicula chinensis
- Sanicula crassicaulis
- Sanicula crithmifolia
- Sanicula deserticola
- Sanicula elata
- Sanicula elongata
- Sanicula epipactis
- Sanicula europaea
- Sanicula giraldii
- Sanicula graveolens
- Sanicula hacquetioides
- Sanicula hoffmannii
- Sanicula howellii
- Sanicula kauaiensis
- Sanicula laciniata
- Sanicula lamelligera
- Sanicula liberta
- Sanicula marilandica
- Sanicula maritima
- Sanicula mariversa
- Sanicula odorata
- Sanicula orthacantha
- Sanicula oviformis
- Sanicula peckiana
- Sanicula pengshuiensis
- Sanicula petagnioides
- Sanicula purpurea
- Sanicula rubriflora
- Sanicula rugulosa
- Sanicula sandwicensis
- Sanicula saxatilis
- Sanicula serrata
- Sanicula smallii
- Sanicula tienmuensis
- Sanicula tracyi
- Sanicula triclinaria
- Sanicula trifoliata
- Sanicula tripartita
- Sanicula tuberculata
- Sanicula tuberosa
- Sanicula uralensis